# هارون هاريس
هارون هاريس (بالإنجليزية: Aaron Harris)‏ هو طبال أمريكي، ولد في 11 نوفمبر 1977 في مين في الولايات المتحدة.

## وصلات خارجية
- الموقع الرسمي
- هارون هاريس على موقع ميوزك برينز (الإنجليزية)
- هارون هاريس على موقع أول ميوزيك (الإنجليزية)
- هارون هاريس على موقع ديسكوغز (الإنجليزية)